# لؤی صلاح حسن
لوی صلاح حسن (عربی: لؤي صلاح حسن؛ زادهٔ ۱۰ فوریهٔ ۱۹۸۰) یک بازیکن فوتبال اهل عراق است.
وی همچنین در تیم ملی فوتبال عراق بازی کرده است.